# Osbeckia reticulata
Osbeckia reticulata är en tvåhjärtbladig växtart som beskrevs av Richard Henry Beddome. Osbeckia reticulata ingår i släktet Osbeckia och familjen Melastomataceae. Inga underarter finns listade i Catalogue of Life.